# Plaston
Die Plaston-Gruppe ist ein Schweizer Unternehmen der Kunststoffverarbeitung mit Sitz in Widnau im Kanton St. Gallen.
Die Gruppe ist in zwei Unternehmensbereiche aufgeteilt: In die Boneco AG, die mobile Luftbehandlungssysteme wie Luftbefeuchter, Luftwäscher, Luftreiniger und Ventilatoren herstellt und vertreibt, und in die Plaston AG, welche neben standard- und kundenspezifischen Kunststoffkoffern auch technische Kunststoffteile für verschiedene Branchen herstellt.
Das Unternehmen hat Produktionsstandorte in Widnau, in Šluknov in Tschechien, in Jiaxing in China sowie einen Vertriebsstandort in Los Angeles in den USA.
Die Plaston Group beschäftigt rund 400 Mitarbeitende weltweit. Plaston Group erwirtschaftete im Geschäftsjahr 2019/2020 einen konsolidierten Umsatz von 80 Millionen Schweizer Franken.

## Fussnoten
1. ↑  Plaston Holding AG Widnau. Internet-Auszug, Handelsregister des Kantons St. Gallen, abgerufen am 12. November 2015.